# تشاد باير
تشاد باير (بالإنجليزية: Chad Beyer)‏ هو دراج أمريكي، ولد في 15 أغسطس 1986 في كانساس سيتي في الولايات المتحدة.

## وصلات خارجية
- تشاد باير على موقع الاتحاد الدولي للدراجات (الإنجليزية)
- تشاد باير على موقع أرشيف الدراجات (الإنجليزية)
- تشاد باير على موقع إحصائيات الدراجات الإحترافية (الإنجليزية)
- تشاد باير على موقع نسبة الدراجات (الإنجليزية)